# Enzo Andronico
Enzo Andronico de son vrai nom Vincenzo Andronico, né à Palerme le 13 mai 1924 et mort dans la même ville le 26 septembre 2002, est un acteur italien.

## Biographie
Né Vincenzo Andronico à Palerme, Enzo Andronico a eu une carrière prolifique au théâtre, au cinéma et à la télévision, apparaissant dans plus de 100 films. Sa carrière est liée principalement à  celle du duo comique Franco Franchi-Ciccio Ingrassia, avec qui il a joué dans des dizaines de films et d'émissions télévisées ; auparavant, il a fait partie du trio Sgambetta  avec Ciccio Ingrassia et le comédien Ciampaolo.

## Filmographie partielle
- 1965 : I due toreri de Giorgio Simonelli
- 1966 : L'agent Gordon se déchaîne (Password : Uccidete agente Gordon) de Therence Hathaway
- 1967 : Come rubammo la bomba atomica de Lucio Fulci
- 1967 : Au son du fusil (A suon di lupara) de Luigi Petrini
- 1968 : I nipoti di Zorro de Marcello Ciorciolini : un kleptomane
- 1968 : Tire, Django, tire (Spara, Gringo, spara) de Bruno Corbucci : Gunther
- 1970 :
  - Seule contre la mafia (La moglie più bella) de Damiano Damiani
  - I due maggiolini più matti del mondo de Giuseppe Orlandini
- 1972 : Le Tueur à l'orchidée (Sette orchidee macchiate di rosso) d'Umberto Lenzi
- 1975 : Un vice de famille (Il vizio di famiglia) de Mariano Laurenti
- 1979 : L'Infirmière du régiment (L'infermiera nella corsia dei militari) de Mariano Laurenti
- 1980 : La dottoressa ci sta col colonnello